# Urban Mermaid
Singles de Yuna Itō
Mahaloha
(2007) Anata ga Iru Kagiri - A World to Believe In
(2008)
Urban Mermaid est le 9e single de Yuna Itō sorti sous le label Studioseven Recordings le 24 octobre 2007 au Japon. Il atteint la 10e place du classement de l'Oricon. Il se vend à 12 045 exemplaires la première semaine, et reste classé pendant 8 semaines, pour un total de 23 833 exemplaires vendus. C'est le premier single de Yuna Itō qui sort en format CD et CD+DVD.
Urban Mermaid a été utilisé comme campagne publicitaire pour le shampooing LUX. Colorful a été utilisé comme thème musical pour Mezamashi Doyoubi sur Fuji Television.
Les 2 chansons se trouvent sur l'album Wish; Urban Mermaid se trouve sur la compilation Love.

## Liste des titres
| 1. | Urban Mermaid                                    | Hiwatari Sutsuka | Tanaka Hayato | 3:56 |
| 2. | Colorful                                         | YOKE・NUTS       | AKIRA         | 4:56 |
| 3. | Mahaloha -Gira Mundo"City Lights at Night"Remix- |                  | Gira Mundo    | 6:20 |
| 4. | Urban Mermaid (Instrumental)                     | Hiwatari Sutsuka | Tanaka Hayato | 3:56 |

| 1. | I'm Here   |  |
| 2. | Workaholic |  |
| 3. | Precious   |  |